# بیگ آیزاک (ویرجینیای غربی)
بیگ آیزاک (به انگلیسی: Big Isaac) یک منطقهٔ مسکونی در ایالات متحده آمریکا است که در شهرستان دودریج واقع شده‌است. بیگ آیزاک ۲۹۹٫۹۳ متر بالاتر از سطح دریا واقع شده‌است.